# San Marino Baseball Club
Uniformes
Le San Marino Baseball Club est un club de baseball de la République de Saint-Marin évoluant en Italian Baseball League, la plus haute division du baseball italien. Le club joue à domicile au Stade Serravalle, enceinte de 1500 places inaugurée en 1986.

## Histoire
L'activité commence en 1970 avec la participation à la série D du championnat italien. En 1974 le club rejoint la série C, puis la série B en 1980. En 1985 l'équipe devient "San Marino Baseball Club", promu en série A l'année suivante. Depuis 1992 le club participe régulièrement aux compétitions européennes en arborant la bannière de Saint-Marin. En 2006 il remporte la coupe d'Europe ainsi que la coupe d'Italie.
San Marino enlève son premier titre de champion d'Italie en 2008.

## Palmarès
- Champion d'Italie : 2008
- Vice-champion d'Italie : 2005, 2009
- Vainqueur de la Coupe d'Italie : 2006
- Vainqueur de la Coupe d'Europe des champions : 2006, 2009
- Finaliste de la Coupe d'Europe des champions : 2001

## Saison par saison
| Saison | Saison régulière | Saison régulière | Saison régulière | Saison régulière | Séries éliminatoires                                             |
| Saison | Class.           | Vic.             | Déf.             | %Vic.            | Séries éliminatoires                                             |
| 1986   | 3e G1            | 21               | 27               | 0,438            | 1/4 f. : D 1-3 Fortitudo Bologne                                 |
| 1987   | 3e G2            | 24               | 18               | 0,571            | 1/4 f. : D 1-4 Nettuno Baseball                                  |
| 1988   | 2e N             | 28               | 14               | 0,667            | 1/4 f. : D 0-4 Nettuno Baseball                                  |
| 1989   | 4e N             | 18               | 24               | 0,429            | 1/4 f. : D 1-4 Grosseto Baseball                                 |
| 1990   | 5e N             | 32               | 34               | 0,485            | pas qualifié                                                     |
| 1991   | 9e               | 8                | 28               | 0,222            | pas qualifié                                                     |
| 1992   | Serie A2 (D2)    | Serie A2 (D2)    | Serie A2 (D2)    | Serie A2 (D2)    | Serie A2 (D2)                                                    |
| 1993   | Serie A2 (D2)    | Serie A2 (D2)    | Serie A2 (D2)    | Serie A2 (D2)    | Serie A2 (D2)                                                    |
| 1994   | Serie A2 (D2)    | Serie A2 (D2)    | Serie A2 (D2)    | Serie A2 (D2)    | Serie A2 (D2)                                                    |
| 1995   | 9e               | 15               | 39               | 0,278            | pas qualifié                                                     |
| 1996   | Serie A2 (D2)    | Serie A2 (D2)    | Serie A2 (D2)    | Serie A2 (D2)    | Serie A2 (D2)                                                    |
| 1997   | Serie A2 (D2)    | Serie A2 (D2)    | Serie A2 (D2)    | Serie A2 (D2)    | Serie A2 (D2)                                                    |
| 1998   | Serie A2 (D2)    | Serie A2 (D2)    | Serie A2 (D2)    | Serie A2 (D2)    | Serie A2 (D2)                                                    |
| 1999   | 8e               | 14               | 34               | 0,292            | pas qualifié                                                     |
| 2000   | 8e               | 15               | 33               | 0,313            | pas qualifié                                                     |
| 2001   | 10e              | 13               | 41               | 0,241            | pas qualifié                                                     |
| 2002   | Serie A2 (D2)    | Serie A2 (D2)    | Serie A2 (D2)    | Serie A2 (D2)    | Serie A2 (D2)                                                    |
| 2003   | 7e               | 23               | 31               | 0,426            | pas qualifié                                                     |
| 2004   | 8e               | 23               | 31               | 0,426            | pas qualifié                                                     |
| 2005   | 2e               | 35               | 19               | 0,648            | 1/2 f. : V 4-2 Nettuno Baseball finale : D 3-4 Fortitudo Bologne |
| 2006   | 8e               | 22               | 26               | 0,458            | pas qualifié                                                     |
| 2007   | 5e               | 21               | 21               | 0,500            | pas qualifié                                                     |
| 2008   | 4e               | 25               | 17               | 0,595            | 2e en poule demi-finale (6-3) finale : V 4-3 Nettuno Baseball    |
| 2009   | 3e               | 26               | 16               | 0,619            | 1er en poule demi-finale (6-3) finale : D 1-4 Fortitudo Bologne  |
| 2010   | 2e               | 28               | 14               | 0,667            | 3e en poule demi-finale (4-5)                                    |